# Waldorf, Maryland
Waldorf är ett kommunfritt område i Charles County i Maryland, USA, ungefär 37 km söder om huvudstaden Washington D.C. Waldorf har 67 752 invånare (2010) och har en area på 94,5 km². Från Waldorf kommer tvillingbröderna Benji och Joel Madden i punk-rock bandet Good Charlotte.